# سهگل‌آباد
سهگل‌آباد (به انگلیسی: Sahgalabad) یک منطقهٔ مسکونی در پاکستان است که در پنجاب واقع شده‌است. سهگل‌آباد ۳٬۳۳۸ نفر جمعیت دارد.